# Michele Saccani
Michele Saccani (Parma, 29 settembre 1921 – Tizzano Val Parma, 22 novembre 1944) è stato un partigiano italiano.
Col nome di battaglia "Michele" fu combattente nella 12ª Brigata Garibaldi "Fermo Ognibene"; morì a seguito di uno scontro contro il nemico in una radura sul Monte Caio, nell'appennino parmense.

## Biografia
Prossimo alla laurea in Farmacia decise, nel maggio 1944, di aderire alla Guerra di liberazione italiana arruolandosi nelle Brigate Garibaldi. Va precisato che ai partigiani non riusciti, per motivi militari, a conseguire il titolo di dottori, fu poi assegnata, per decisione unanime delle forze politiche, la laurea Honoris Causa. L'iscrizione "Dottore" nella sua lapide presso il cimitero di Parma dà dunque pienamente conto e giustizia della sua vicenda politico-militare.
Cadde vittima, in quel giorno di novembre, insieme ad altri cinque compagni, Ovidio Mattavelli ("Jaurès"), Alfredo Azzoni ("Bill"), Soemo Remagni ("Dimitri"), Arturo Gavazzoni ("Aramis"), [primo nome ignoto] Rossi ("Lampo"), di un violento scontro a fuoco nell'ambito di una più ampia azione strategica di rastrellamento da parte di reparti nazifascisti.

## I fatti
Tra il 20 e il 30 novembre 10.000 uomini della Wehrmacht, guidati dal 14º Comando d'armata e dal 51º Corpo d'armata di montagna, "misero in atto una grande operazione di rastrellamento, sotto il nome in codice "Regenwetter" ("Tempo piovoso"), nella zona a Est della Cisa: 4 brigate partigiane [tra le quali la Brigata Ognibene, N.d.A.] vennero circondate e sospinte verso il massiccio del Monte Caio, perdendo circa 100 combattenti e lasciando circa 50 prigionieri in mano al nemico".
Ad Agna, frazione del comune di Corniglio, località nella quale furono portati i corpi dei caduti dopo il ritrovamento, è oggi intitolata la "Via Caduti del Monte Caio", ad imperitura memoria.

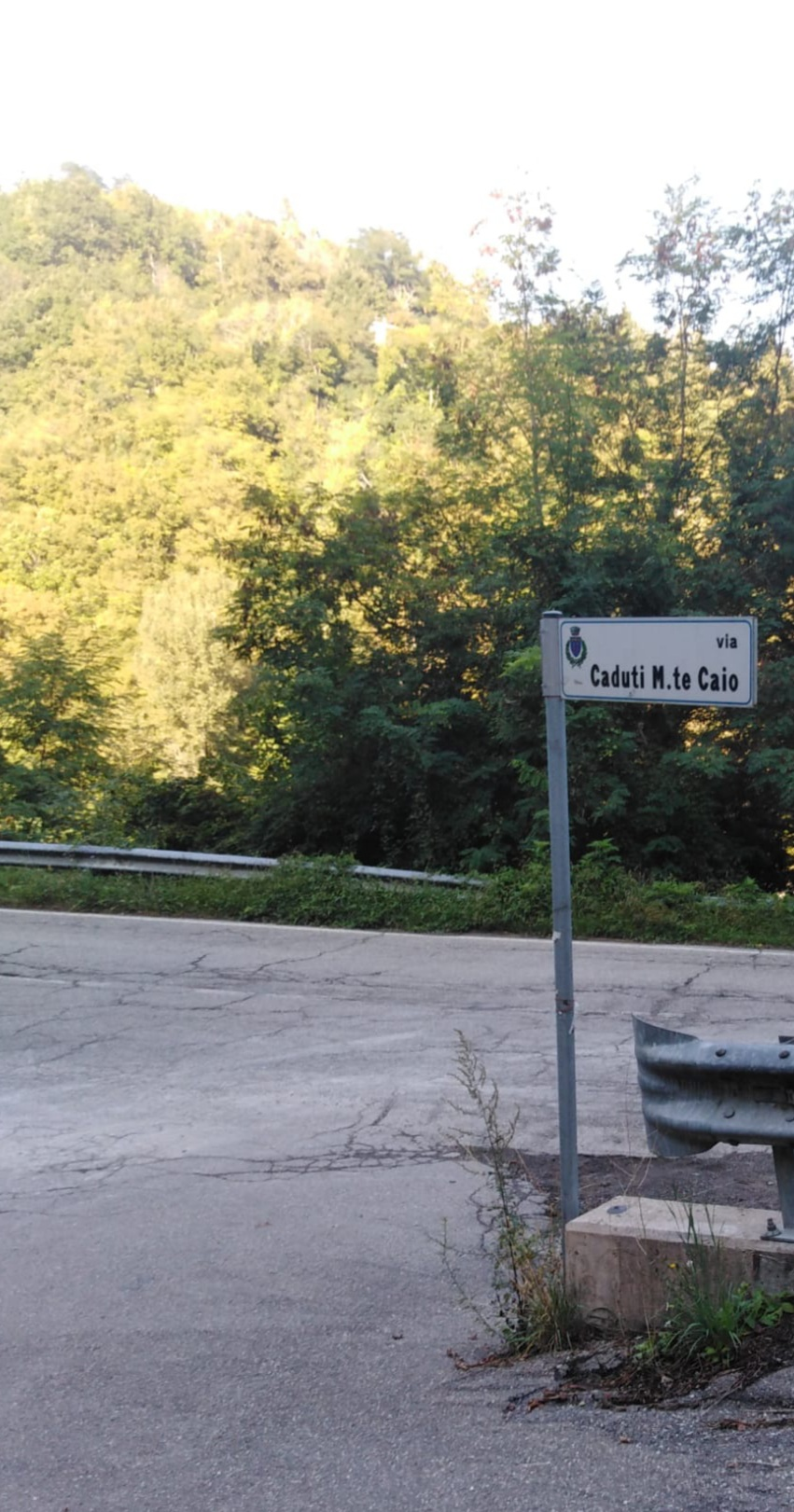
L'insegna, nei pressi di Agna, in memoria dei Caduti del Monte Caio

## Testimonianze
(Gazzetta di Parma, I caduti per la libertà)

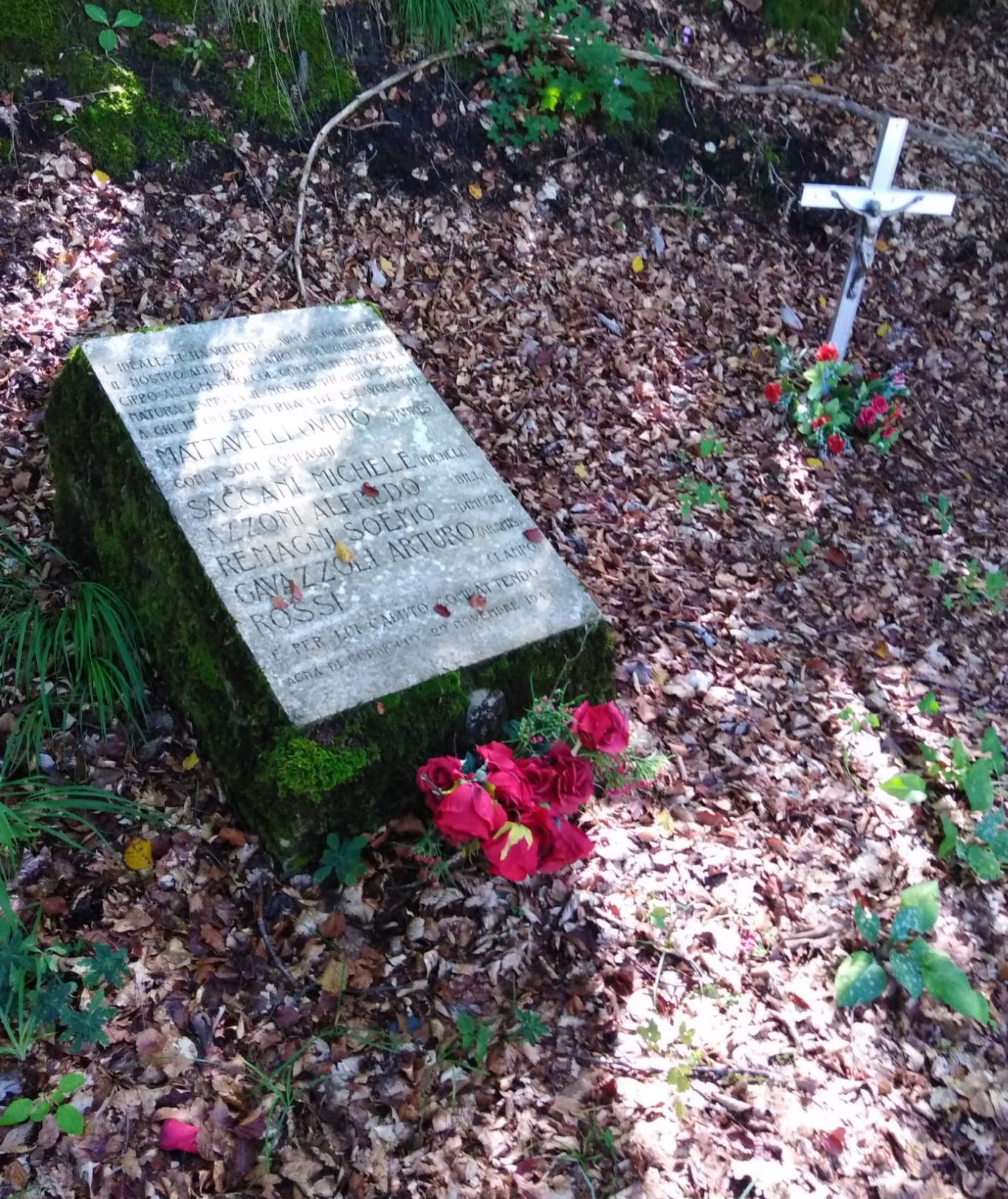
Cippo commemorativo sul Monte Caio

Il 21 novembre 1944 la morsa si strinse intorno alla 12a brigata che teneva il proprio comando a Vesta d'Agna nel Cornigliese. Sotto il tiro incrociato dei rastrellatori caddero cinque partigiani: Arturo Gavazzi, Alfredo Azzoni, Ovidio Mattavelli, Soemo Remagni, e Michele Saccani. Pino Copercini riuscì a salvarsi avendo scelto, dopo l'ordine di sganciamento, di restare immobile sotto del fogliame al centro d'una radura. [...] Nel cinquantesimo anniversario del tragico evento, Pino ricorda intensamente gli amici perduti: 'Eravamo legati da uno spirito fraterno, anche perché, facendo parte d'un gruppo di coetanei, ci frequentavamo già in città. In particolare ero intimo di Michele Saccani, compagno di classe del Liceo scientifico". La forte figura di Michele Saccani prende vita attraverso le parole commosse dell'amico sopravvissuto. Nell'ambiente studentesco di Parma, Michele primeggiava per eleganza, doti d'intelletto e spirito arguto. Insieme a Pino frequentava il Piccolo bar degli Scovenna, vicino alla Piazza, ritenuto un ritrovo per cosiddetti gagà. Con questo termine venivano allora bollati gli studenti che non si lasciavano indottrinare. Secondo il 'regime' essi erano noncuranti di tutto fuorché dell'aspetto esteriore, piuttosto ricercato. Questi giovani non rispondevano al modello di gioventù vitalista e guerriera dei tempi»
(Gazzetta di Parma, Cinquant'anni fa caccia ai partigiani)